# Pierre Dugowson
Pierre Dugowson est un réalisateur français.

## Biographie
Pierre Dugowson a effectué sa formation à l'École nationale supérieure Louis-Lumière (département « Cinéma », 1992).
Après la sortie de son premier long métrage, Ouvrez le chien, il a réalisé des clips, des films institutionnels et des courts métrages.

## Filmographie

### Documentaire
- 2025 : Glaciers d'Arcrtiques, état des lieux
- 2023 : Heïdi's ice, en Arctique avec une glaciologue

### Courts métrages
- 1999 : Si les poules avaient des dents
- 2002 : Breakfast
- 2014 : La 5ème
- 2016 : Supermarket
- 2016 : Leçon des choses
- 2017 : Jusqu'à écoulement des stocks
- 2018 : Dinosaure
- 2019 : Stuck Option
- 2020 : 2030
- 2022 : Plastic shopper
- 2023 : Conte sauvage
- 2025 : Les femmes et les enfants d'abord

### Long métrage
- 1997 : Ouvrez le chien